# Tilatou
Tilatou (em árabe: تيلاطو) é uma cidade localizada na província de Batna, no noroeste da Argélia. Sua população era de 3 004 habitantes, em 2008.